# Diatermia
Con diatermia (dal greco antico: διά?, dia, "attraverso" e ϑέρμη, therme, "calore") si indica un insieme di procedure e apparecchiature, medicali e non medicali, che sfruttano la radiofrequenza o gli ultrasuoni per generare e trasmettere calore nei tessuti e organi corporei, più profondamente di dove sarebbe trasmesso col contatto.
Il termine «diatermia»,  introdotto nel 1907 dal medico tedesco Karl Franz Nagelschmidt, si riferiva alla proprietà di riscaldare l'interno di masse; mentre propriamente, in termologia e termodinamica, la diatermia è la proprietà dei materiali di trasmettere il calore; pertanto sono diatermici i materiali non isolanti che trasmettendo maggiormente il calore, si riscaldano di meno.
In ambito sanitario il termine è attribuito prevalentemente a procedure e elettromedicali utilizzati in chirurgia e riabilitazione con decine di possibili applicazioni. Con lo stesso termine sono frequentemente denominate o classificate apparecchiature e trattamenti per utilizzi con finalità estetiche utilizzate anche all'interno di professioni non sanitarie.
La diatermia, l'uso dell'energia per aumentare la temperatura dei tessuti molli profondi, è una modalità terapeutica ampiamente utilizzata per trattare alcuni disturbi muscoloscheletrici.

## Storia
La scoperta della diatermia e dell'ipertermia clinica si deve ad Arsène d’Arsonval quando, a fine ‘800, vide come le correnti a frequenza superiore ai 30 kHz se applicate sulla pelle producevano calore senza stimolare la contrazione del muscolo. Fin da allora, la diatermia, che allora veniva chiamata in omaggio allo scopritore “D’arsonvalisation”,  si distingueva per la lunghezza d'onda e per la tecnica di applicazione bipolare e monopolare (in quest'ultimo caso veniva definita come “autoconduzione” o “autocondensazione”).
Nella descrizione di D'Arsonval la diatermia unipolare comporta che il corpo sia “immerso” nel campo elettrico, mentre quella bipolare comporta che le correnti fluiscano tra i 2 elettrodi con accoppiamento prevalentemente resistivo visto che a quelle lunghezza d'onda (ad 1 MHz, 300 metri) si riduce enormemente la quantità di energia trasferibile con accoppiamento capacitivo.
In tutti i casi il principale effetto indotto era, allora come ora, l'innalzamento della temperatura dei tessuti corporei anche non a diretto contatto con gli elettrodi.
Il circuito elettrico sviluppato da D'Arsonval venne modificato negli anni successivi da Nikola Tesla e nel 1893 dal medico francese Paul Marie Oudin. In contrasto con Tesla, D'Arsonval agli inizi riteneva che i presunti effetti terapeutici dell'alta frequenza applicata al corpo umano dipendessero più dai campi elettrici che dal calore indotto. Nel 1900 i tre circuiti, che producevano corrente a radiofrequenza a una frequenza da 100 kHz a 2 MHz, erano ampiamente utilizzati dai medici per trattare un'enorme varietà di condizioni mediche nella pratica della cosiddetta elettroterapia con "correnti di Tesla", utilizzate prevalentemente negli USA, "Correnti D' Arsonval" e "Correnti di Oudin", utilizzate prevalentemente in Europa.

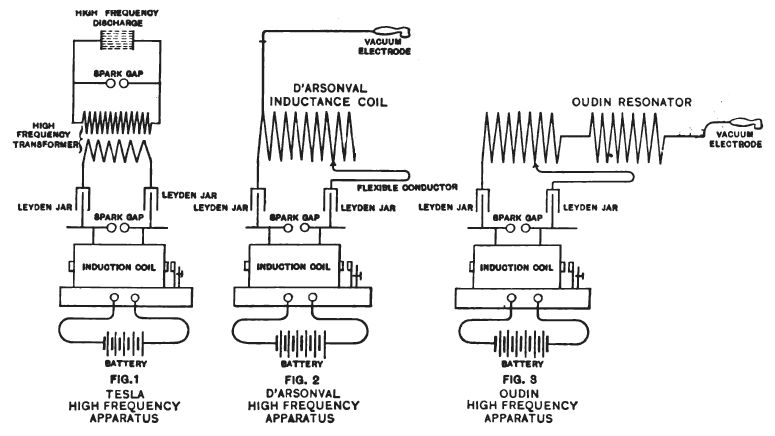
Diversi generatori di correnti alternate in radiofrequenza sviluppati da Tesla, D'Arsonval e Oudin.
La bobina D'Arsonval generava correnti relativamente più alte dell'ordine dei 100-500 mA, mentre le bobine di Tesla e Oudin producevano correnti inferiori ma tensioni da 2 a 10 volte superiori a quelle della bobina D'Arsonval. Con queste ultime era più evidente la scintillazione con un arco elettrico (chiamato effluvio) tra l'elettrodo e la pelle della persona trattata. Con le correnti di Oudin tale effluvio luminoso poteva venir evidenziato con l'elettrodo sigillato sotto vuoto all'interno di un bulbo di vetro. L'effluvio luminoso sotto vuoto, così come le scintille in aria prodotte da questi apparati ad alta frequenza furono oggetto di vari spettacoli pubblici nei primi anni del '900. La prima applicazione chirurgica di queste scintille fu introdotta nel 1916 e chiamata da W.J.Turrel "folgorazione diatermica".

Lo sviluppo del primo dispositivo elettrochirurgico commerciale è attribuito a William T. Bovie, che l'ha sviluppato mentre lavorava all'Università di Harvard.  Il primo utilizzo di una diatermia chirurgica in una sala operatoria avvenne il 1 ottobre 1926 al Peter Bent Brigham Hospital di Boston, Massachusetts. L'operazione, la rimozione di una massa dalla testa di un paziente, venne eseguita da Harvey Cushing.
L'utilizzo fisiatrico e fisioterapico degli ultrasuoni e della radiofrequenza, con apparecchiature per marconiterapia e radarterapia e successivamente, soprattutto in Italia,  tecarterapia, è diventato una comune pratica clinica nella medicina riabilitativa da metà del XX secolo.
Nel 1927, Wood e Loomis descrissero per la prima volta gli effetti biologici degli ultrasuoni ad alta intensità.

## Principio di funzionamento
Il calore nella diatermia a radiofrequenza viene generato sia dalla agitazione e urto delle molecole dipolari, come l'acqua, che sono spinte a orientarsi alternativamente sotto effetto del campo elettrico alternato sia per riscaldamento dielettrico dovuto all'effetto Joule per l'impedenza delle masse attraversate dalle correnti.  In senso lato questa diatermia è un riscaldamento dielettrico, cioè il riscaldamento di un materiale non conduttivo mediante onde elettromagnetiche, come quello che avviene nel forno a microonde. Non si utilizzano frequenze inferiori a 300 Hz che potrebbero essere percepite dal sistema nervoso.
Le frequenze utilizzate nelle diatermie a radiofrequenza sono sempre all'interno di bande ISM al fine di evitare ogni interferenza con altre emissioni in radiofrequenza, in particolare quelle destinate alle telecomunicazioni.
Nella diatermia a ultrasuoni le onde sonore sono onde longitudinali costituite da aree di compressione e rarefazione. Le particelle di un materiale, se esposte a un'onda sonora, oscilleranno attorno a un punto fisso anziché muoversi procedendo con l'onda stessa. Quando l'energia all'interno dell'onda sonora viene trasmessa al materiale, causerà la vibrazione delle particelle di quel materiale. Il calore viene generato dall'aumento della vibrazione nei tessuti.
L'aumento della temperatura nelle cellule, tessuti e masse corporee ha una serie di effetti dipendenti dalla temperatura raggiunta oltre che dal tempo di esposizione a tale temperatura, tra cui: vasodilatazione, inibizione della nocicezione, apoptosi, essiccazione, denaturazione delle proteine, formazione di proteine da shock termico, coagulazione, necrosi; fino all'evaporazione con temperature molto superiori ai 100 °C.

## Diatermia chirurgica
I termini diatermia chirurgica, elettrocauterizzazione, elettrochirurgia, diatermocoagulazione, ablazione a radiofrequenza sono spesso considerati sinonimi,  per il fatto che si utilizzano alte frequenze.  Considerato che il passaggio resistivo, capacitivo o induttivo di corrente produce un riscaldamento dei tessuti non direttamente a contatto dell'elettrodo in tutti i casi si ha una diatermia per come era intesa da Nagelschmidt.
La diatermia chirurgica è una tecnica utilizzata in campo medico che impiega la corrente elettrica ad alta frequenza per produrre calore nei tessuti. Questo calore permette di realizzare il taglio, l’ablazione (rimozione di tessuto) o il coagulo (fermare sanguinamenti) in modo rapido e controllato durante gli interventi chirurgici.
Il calore generato dalla diatermia chirurgica penetra in profondità nei tessuti senza essere percepito direttamente sulla superficie del corpo. Questo permette di trattare aree specifiche senza danneggiare i tessuti circostanti. La diatermia chirurgica è particolarmente utile per la coagulazione dei vasi sanguigni durante l’intervento, riducendo il sanguinamento e migliorando la visibilità per il chirurgo.
La diatermia chirurgica può essere utilizzata per la rimozione di tessuti anormali, come tumori e adenomi. Può essere utilizzata anche in diverse aree del corpo, come la pelle, la prostata, la cervice, il cervello, le ovaie, gli occhi e le tonsille, ecc.
A seconda dell'area e delle modalità dell'intervento possono essere utilizzate potenze, frequenze ed elettrodi diversi avendo in comune un generatore di radiofrequenza.

### Elettrobisturi
Il bisturi elettrico è uno strumento chirurgico che taglia il tessuto, mentre lo cauterizza per prevenire il sanguinamento. Può essere utilizzato in tutte le specialità che richiedono l'intervento chirurgico. È collegato ad un generatore di corrente alternata ad alta frequenza e ad alta intensità (con di 0,5-2 MHz, e con potenze dell'ordine di 100-400 W), che genera il calore necessario per la coagulazione o cauterizzazione.
Il terminale attivo del bisturi elettrico è costituito da una lama in acciaio chirurgico,  un ago o una pinza a seconda che si voglia tagliare o sezionare. Usando l'elettrobisturi, il sangue coagula e i piccoli vasi si ostruiscono. Si possono così eseguire incisioni che non hanno praticamente sanguinamento. Punte speciali, elettrodi per laparoscopia e aghi diatermici possono essere utilizzati per abladere i tessuti non necessari.

### Diatermocoagulazione
È una tecnica utilizzata prevalentemente in ambito dermatologico per l'ablazione di piccole sezioni di tessuto cutaneo. Il generatore di radiofrequenza è sostanzialmente analogo a quello utilizzato nell'elettrobisturi con potenze in genere più basse e frequenze più alte, considerando che l'ablazione avviene per folgorazione con elettrodi sferici non a contatto e che non è in genere richiesta una maggiore penetrazione delle onde elettromagnetiche. La tecnica può essere impiegata anche per la depilazione utilizzando aghi isolati elettricamente che vengono inseriti nell'alveo pilifero.
Viene così chiamata anche la tecnica utilizzata in ginecologia e ostetricia per rimuovere il tessuto anomalo dalla cervice o dalla vagina, anche utilizzando elettrodi ad anello (LEEP = Loop Electro Escission Procedure).

## Diatermia in oncologia

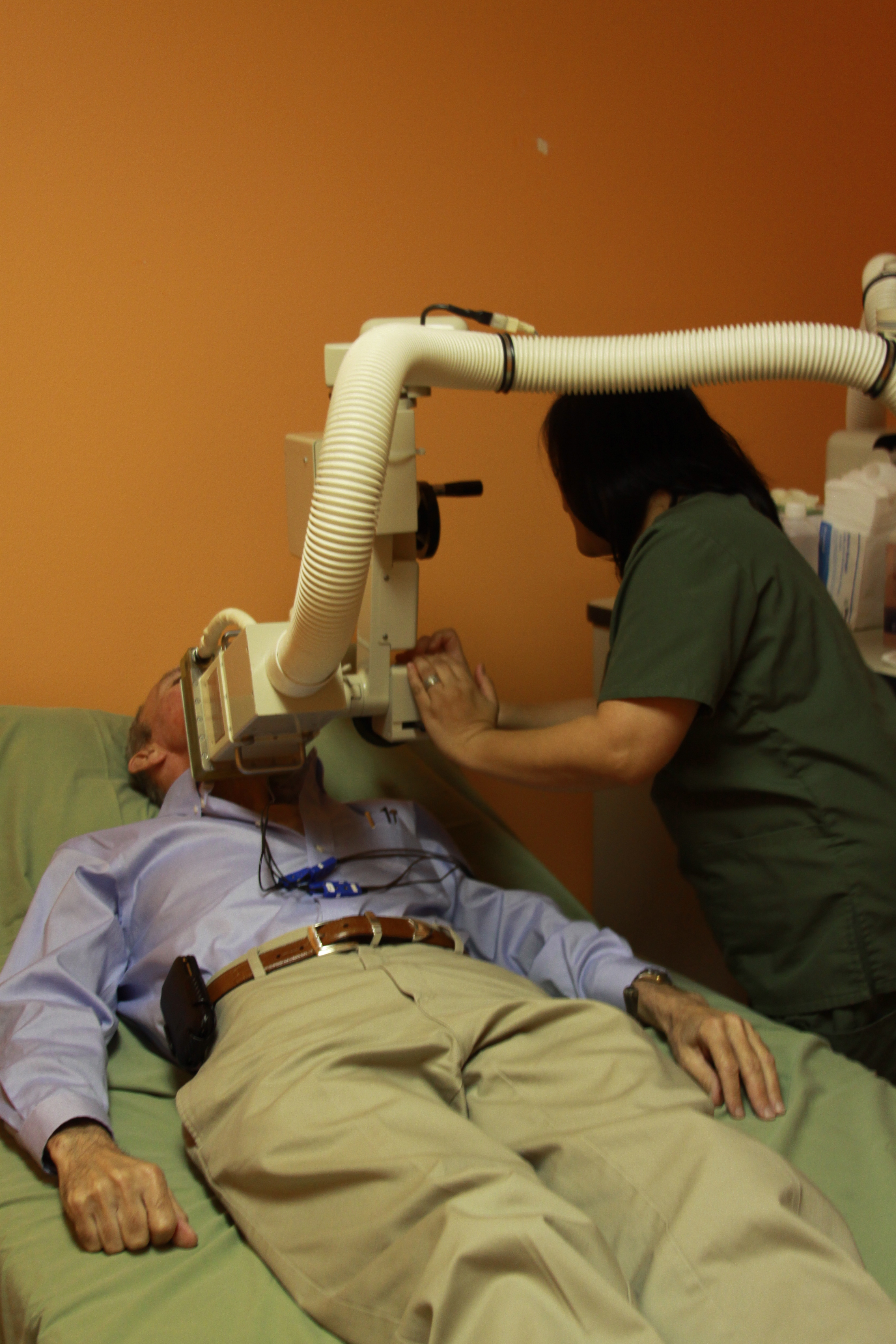
Diatermia a radiofrequenza nel trattamento del cancro al collo

L'utilizzo della diatermia nel trattamento, invasivo e non, del cancro è stato esplorato agli inizi del 1900 considerandolo una procedura in cui il tessuto viene riscaldato per distruggere le cellule anormali.
Per abladere masse tumorali si possono utilizzare le tipiche apparecchiature della diatermia chirurgica dove i tessuti bersaglio raggiungono temperature superiori a 60 °C mentre, sempre in ambito oncologico, è possibile un trattamento di ipertermia non invasivo dove i tessuti bersaglio devono raggiungere temperature superiori a 40 °C ma inferiori a 44 °C al fine di non danneggiare i tessuti circostanti.

### Ipertermia oncologica
In oncologia apparecchiature per la diatermia a radiofrequenza possono essere utilizzate per generare un calore moderato localmente, visto che risulta che mantenendo per tempi prolungati (1 ora) i tessuti cancerosi a temperature dell'ordine dei 40 °C questi tendono a morire o sono più suscettibili all'azione combinata di radio o chemio terapia. L'irraggiamento può essere superficiale (dall'esterno), intraluminare (nelle cavità corporee) o interstiziale (con aghi o sonde).

## HIFU

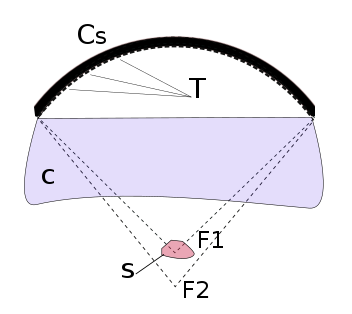
Schema di funzionamento di un HIFU a matrice di trasduttori. Cs=Calotta sferica, T= trasduttori, c = cuscino di interfaccia acquosa, Fn = Fuoco,S= bersaglio.Regolando la fase del segnale che comanda i trasduttori T è possibili spostare il fuoco da F2 a F1.

Gli ultrasuoni focalizzati ad alta intensità (HIFU) sono una tecnica terapeutica non invasiva che utilizza onde ultrasoniche per riscaldare o abladere i tessuti normalmente sotto una guida ecografica o di una risonanza magnetica. L'HIFU può essere utilizzato per aumentare il flusso di sangue o linfa o per distruggere tessuti, come i tumori, tramite meccanismi termici e meccanici.
Un tipico campo di applicazione è il trattamento del cancro alla prostata. L'HIFU sta diventando sempre più importante nel trattamento dei fibromi uterini e nel trattamento dell'adenomiosi e nel trattamento delle metastasi ossee.  Il suo utilizzo è stato testato in piccoli studi in una varietà di altre malattie quali:
- Fibroadenomi al seno
- Cancro al seno
- Cancro al fegato
- Tumori cerebrali
- Metastasi di tumori solidi
- Morbo di Parkinson
- Cancro al rene
- Ictus
- Epilessia
- Tumore del pancreas
- Tumori dei tessuti molli
- Carcinoma della vescica
- Tumori nella cavità pelvica
- Tumore retroperitoneale

## Diatermia fisiatrica e fisioterapeutica
Nella medicina fisica e riabilitativa la diatermia è un trattamento che comporta l'induzione dell'ipertermia locale mediante onde in radiofrequenza o onde sonore ad alta frequenza. La diatermia in questo ambito potrebbe aiutare ad alleviare il dolore e lo spasmo muscolare, agevolare la risoluzione di stati infiammatori e ridurre il gonfiore, promuovere la vasodilatazione, accelera il metabolismo, aumentare la compliance del tessuto connettivo, aumentare il range articolare e diminuire la rigidità articolare.
La diatermia a radiofrequenza impiegata nella medicina fisica e nella riabilitazione può utilizzare diverse lunghezze d'onda dalle onde corte, tipicamente 13, 56, 27, 12, 40 e 68 MHz, alle microonde, tipicamente 915 e 2450 MHz.
Anche se la pratica di questa forma di terapia è ampiamente diffusa, sono scarse le revisioni sulla sua utilità nel trattamento delle patologie muscolo/scheletriche.
Gli studi sinora pubblicati, fornendo evidenze di bassa qualità, non consentono di suggerire l’utilizzo della diatermia in ambito clinico né una sua ampia implementazione all’interno dei protocolli riabilitativi. In effetti, non vi sono prove evidenti che la diatermia sia significativamente superiore al placebo o ad altri interventi per il trattamento dei disturbi muscoloscheletrici, anche se in alcuni casi specifici la diatermia ha mostrato risultati significativi.

## Diatermia estetica
Trattamenti con apparecchiature per diatermia sono utilizzati anche con finalità estetiche in ambito anche non sanitario. 
Vengono spesso commercializzate con la presunta capacità di ridurre la cellulite, le masse adipose localizzate o ridurre le rughe, modificando la struttura secondaria del collagene, o la lassità cutanea, stimolando la produzione di collagene.
La legge 1 del 4 gennaio 1990 relativa agli apparecchi elettromeccanici utilizzati per l'attività di estetista con i successivi decreti attuativi consente l'uso di apparecchiature basate sul meccanismo d'azione della diatermia come: depilatori ad ago o a pinza,  apparecchi per il trattamento di calore parziale tramite radiofrequenza resistiva e/o capacitiva, stimolatori a ultrasuoni per trattamenti superficiali.